# USS Flusser (DD-20)
Pour les autres navires du même nom, voir USS Flusser.
L'USS Flusser (DD-20) est un destroyer de l'United States Navy de classe Smith construit à partir de 1908 et mis en service en 1909. Il est nommé d'après Charles W. Flusser (en).